# Benny Brown
Benjamin Gene „Benny” Brown (ur. 27 września 1953 w San Francisco, zm. 1 lutego 1996 w Ontario w Kalifornii) – amerykański lekkoatleta sprinter, mistrz olimpijski z Montrealu z 1976.
Na igrzyskach olimpijskich w 1976 w Montrealu startował tylko w sztafecie 4 × 400 metrów, w której zdobył wraz z towarzyszami złoty medal (sztafeta biegła w składzie: Herman Frazier, Brown, Fred Newhouse i Maxie Parks.
Brown był akademickim mistrzem Stanów Zjednoczonych (NCAA) w biegu na 440 jardów w 1975 jako reprezentant Uniwersytetu Kalifornijskiego w Los Angeles.
Rekordy życiowe:
- bieg na 200 metrów – 20,6 s (1975)
- bieg na 400 metrów – 44,7 s (1973)
- bieg na 800 metrów – 1:48,8 s (1986)

Zginął w wypadku samochodowym.